# Double Falsehood

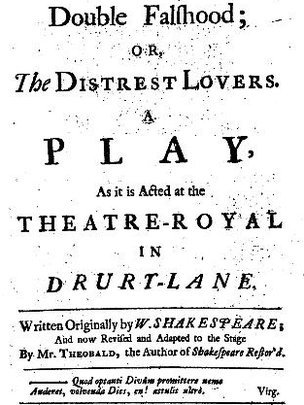
Double Falsehood, page de titre de l'édition quarto.

Double Faleshood ou Double Falshood (qui existe aussi sous le titre The Distrest Lovers) est une pièce de théâtre publiée en 1727 par l'écrivain et dramaturge britannique Lewis Theobald et attribuée par Theobald à William Shakespeare.

## Éditions
- Double falsehood, or The distressed lovers, éd. par Brean Hammond, Londres, Arden Shakespeare, 2010, XVII-443 p.  (ISBN 978-1-9034-3676-9)[2].